# جنکوانین
جنکوانین (به انگلیسی: Genkwanin) با فرمول شیمیایی C۱۶H۱۲O۵ یک ترکیب شیمیایی با شناسه پاب‌کم ۵۲۸۱۶۱۷ است. که جرم مولی آن ۲۸۴٫۲۷ g/mol می‌باشد. 